# Filippo Mondelli
Filippo Mondelli (* 18. Juni 1994 in Como; † 29. April 2021 in Cernobbio) war ein italienischer Ruderer.
Mondelli war 2012 Fünfter im Vierer mit Steuermann bei den Junioren-Weltmeisterschaften. 2014 belegte er mit dem italienischen Achter den elften Platz bei den Europameisterschaften in der Erwachsenenklasse. Bei den U23-Weltmeisterschaften kam er mit dem italienischen Achter auf den fünften Platz. 2015 gewann er im Vierer mit Steuermann Gold bei den U23-Weltmeisterschaften, bei den U23-Weltmeisterschaften 2016 erhielt er Silber in der gleichen Bootsklasse.
2017 gewann er mit Luca Rambaldi Gold im Doppelzweier bei den Europameisterschaften. Bei den Weltmeisterschaften erkämpften die beiden Bronze hinter den Booten aus Neuseeland und aus Polen. 2018 bildeten Mondelli und Rambaldi zusammen mit Andrea Panizza und Giacomo Gentili einen Doppelvierer. Diese Crew gewann den Titel bei den Europameisterschaften vor den Litauern und den Polen. Bei den Weltmeisterschaften siegten die Italiener vor den Australiern und den Ukrainern. Im Jahr darauf gewannen die vier Italiener hinter dem Boot aus den Niederlanden die Silbermedaille bei den Europameisterschaften 2019 in Luzern. Bei den Weltmeisterschaften in Linz erkämpften die Italiener die Bronzemedaille hinter den Niederländern und den Polen.
Filippo Mondelli startete für Fiamme Gialle, die Sportabteilung der Guardia di Finanza.
Im April 2021 starb er an einem im Januar 2020 diagnostizierten Osteosarkom im linken Unterschenkel.